# 蓬塔佩尼亞 (大奇里基區)
蓬塔佩尼亞（西班牙語：Punta Peña），是巴拿馬的城鎮，位於該國西北部，由博卡斯德爾托羅省的大奇里基區負責管轄，面積19.4平方公里，2010年人口2,520，人口密度每平方公里129.9人。